# ديفيد بي. هيلر
ديفيد بي. هيلر (بالإنجليزية: David B. Heller)‏ هو خبير مالي أمريكي، ولد في 1968م.